# ریچارد جویس (فیلسوف)
ریچارد جویس (انگلیسی: Richard Joyce؛ زادهٔ ۱۹۶۶) فیلسوف، و استاد دانشگاه در زمینه فرااخلاق، روان‌شناسی اخلاقی اهل نیوزیلند است.